# Vrbová nad Váhom
Vrbová nad Váhom es un municipio del distrito de Komárno en la región de Nitra, Eslovaquia, con una población estimada a final del año 2024 de 537 habitantes.
Se encuentra ubicado al suroeste de la región, cerca de los ríos Danubio y Váh, y de la frontera con Hungría.

## Demografía
| Año        | 1994 | 2004    | 2014    | 2024    |
| ---------- | ---- | ------- | ------- | ------- |
| Población  | 568  | 557     | 538     | 537     |
| Diferencia |      | −1,93 % | −3,41 % | −0,18 % |

| Año        | 2023 | 2024    |
| ---------- | ---- | ------- |
| Población  | 539  | 537     |
| Diferencia |      | −0,37 % |